# Caminito. Un aprile del commissario Ricciardi
Caminito. Un aprile del commissario Ricciardi è un romanzo giallo del 2022, tredicesimo volume della serie Le indagini del commissario Ricciardi dello scrittore Maurizio de Giovanni.

## Trama
Sono passati cinque anni dalla nascita della figlia di Ricciardi, Marta e dalla morte della sua amata moglie Enrica il cui ruolo nell'educazione della figlia è stato preso da Bianca Borgati, cara amica di Ricciardi. 
Fra i cespugli di un boschetto vengono ritrovati i cadaveri di due giovani, brutalmente uccisi mentre facevano l'amore e con l’aiuto del fidato Maione – in ansia per una questione di famiglia – Ricciardi dovrà a un tempo risolvere il caso e proteggere il dottor Modo che rischia grosso a causa delle sue attività antifasciste. Inoltre per il commissario, è giunto il momento di scoprire se sua figlia ha ereditato la sua capacità di vedere e sentire i morti.